# How Long (canción de Hinder)
«How Long» es el tercer sencillo grabada por la banda de rock estadounidense Hinder, lanzado en 2005 por Universal Music Group Recordings. La canción alcanzó el número 6 en el Billboard Hot Mainstream Rock Tracks gráfico en el Estados Unidos. La canción es el seguimiento de "Lips of an Angel", el mayor éxito de la banda hasta la fecha. Un vídeo de la música nunca se hizo para el solo por razones desconocidas.

## Posicionamiento
| Listas (2005)                       | Posición |
| ----------------------------------- | -------- |
| US Billboard Mainstream Rock Tracks | 6        |